# Love Instruction
Love Instruction: How to Become a Seductor (源君物語, Minamoto-kun monogatari) est un seinen manga créé par Minori Inaba, prépublié depuis septembre 2011 dans le magazine Weekly Young Jump. La version française est publiée par Soleil Manga depuis octobre 2014.
Un light novel est commercialisé le 17 octobre 2014.

## Synopsis
Terumi Minamoto, jeune garçon de 18 ans, s'est déjà vu autrefois brimé par certaines camarades sous prétexte d'être « plus mignon qu'une fille ». Profitant de son entrée à l'université, il compte bien faire table rase de ce passé. C'est alors que sa tante Kaoruko, chercheuse en littérature classique sur Le Dit du Genji, décide d'en faire un « Don Juan des temps modernes »...

## Personnages
Terumi Minamoto (源光海, Terumi Minamoto)
18 ans. Personnage principal du manga. Terumi souffre de gynéphobie après avoir été victime d'intimidation par les filles de son collège. Cela l'amène à craindre les femmes. Il vit avec sa tante Kaoruko Fujiwara après que son père lui demande de quitter leur maison lorsqu'il se remarie. Il se retrouve malgré lui comme sujet d'étude sur la recherche du Dit du Genji par sa tante Kaoruko et il doit donc avoir des relations sexuelles avec 14 femmes afin de guérir sa gynéphobie.
Kaoruko Fujiwara (藤原香子, Kaoruko Fujiwara)
Il s'agit de la tante de Terumi. Cette dernière utilise son neveu pour ses recherches sur le Dit du Genji en ne reculant devant rien pour son expérience. Elle est également maître de conférence à l'université où étudie Terumi.
Asahi Momozono (桃園 朝日, Asahi Momozono)
21 ans. Elle est la cousine de Terumi. Kaoruko la désigne en tant que première des 14 filles que Terumi doit séduire. Elle est comparée à Belle du Matin.
Aoi Kiriyama (桐山 葵, Aoi Kiriyama)
24 ans. Jeune fille froide qui a un complexe d'Électre, seconde fille que Terumi doit séduire. Son dédain pour les hommes autres que son père la pousse à les considérer comme de simples animaux de compagnie. Elle est comparée à La Dame des mauves.

## Liste des volumes
| no | Japonais         | Japonais          | Français          | Français          |
| no | Date de sortie   | ISBN              | Date de sortie    | ISBN              |
| --- | ---------------- | ----------------- | ----------------- | ----------------- |
| 1 | 24 avril 2012    | 978-4-08-879318-4 | 22 octobre 2014   | 978-2-302-04108-0 |
| Liste des chapitres : - Chapitre 1 : Une tante si jolie - Chapitre 2 : La première fois - Chapitre 3 : On commence par la cousine - Chapitre 4 : S'habituer au corps féminin - Chapitre 5 : Le bain - Chapitre 6 : Les goûts particulier d'Asahi - Chapitre 7 : Fixer une limite - Chapitre 8 : Ma cousine - Chapitre 9 : Le service des plats - Chapitre 10 : Trop mignonne - Chapitre 11 : Délicieux préparatifs - Chapitre 12 : Au cinéma tous les deux - Chapitre 13 : Au cinéma et plein d'entrain - Chapitre 14 : Les seins de ma tante - Chapitre 15 : Au pays des seins - Chapitre 16 : Remords et regrets - Chapitre 17 : Asahi et Belle du Matin - Chapitre 18 : La mélancolie et l'agacement d'Asahi - Chapitre 19 : visite à domicile - Chapitre 20 : La seule qui m'intéresse - Chapitre 21 : J'aimerais te demander mais finalement non                                                                            |                  |                   |                   |                   |
| 2 | 24 octobre 2012  | 978-4-08-879432-7 | 21 janvier 2015   | 978-2-302-04358-9 |
| Liste des chapitres : - Chapitre 22 : Tu veux bien qu'on aille plus loin ? - Chapitre 23 : Asahi, j'ai envie - Chapitre 24 : Peut-être qu'on pourrait... - Chapitre 25 : Comment je déchire ! - Chapitre 26 : C'est compliqué avec sa cousine - Chapitre 27 : Punition ou excitation - Chapitre 28 : Sentiments à confirmer - Chapitre 29 : Au détour d'un raccourci - Chapitre 30 : Elle me fait vraiment fondre - Chapitre 31 : Perte de contrôle - Chapitre 32 : Croqueuse d'hommes ? - Chapitre 33 : Le ménage - Chapitre 34 : Apparence soignée - Chapitre 35 : Être ou ne pas être tout nu - Chapitre 36 : Les genoux pour oreiller - Chapitre 37 : Le secret d'Aoi - Chapitre 38 : Enfance - Chapitre 39 : La jolie voisine - Chapitre 40 : Virée nocturne - Chapitre 41 : Dans un parking - Chapitre 42 : Je veux qu'on me dorlote - Chapitre 43 : Se laisser faire ? - Chapitre 44 : Tu n'écoutes rien de ce que je dit |                  |                   |                   |                   |
| 3 | 24 avril 2013    | 978-4-08-879550-8 | 22 avril 2015     | 978-2-302-04507-1 |
| Liste des chapitres : - Chapitre 45 : Malentendu - Chapitre 46 : L’interrupteur - Chapitre 47 : Mieux faire... - Chapitre 48 : Une drôle d'habitude - Chapitre 49 : Rien qu'un substitut - Chapitre 50 : Compliment - Chapitre 51 : Révélation d'un secret - Chapitre 52 : Une conversation normale - Chapitre 53 : Calme de surface - Chapitre 54 : Espace confiné - Chapitre 55 : Rencontre fortuite - Chapitre 56 : Cette fille d'il y a longtemps - Chapitre 57 : Ce qu'elle est devenu aujourd'hui - Chapitre 58 : Un observateur pris sur le fait - Chapitre 59 : Moquerie - Chapitre 60 : Vilain garçon - Chapitre 61 : En fantasme uniquement - Chapitre 62 : Aide extérieur - Chapitre 63 : Rien de bien compliqué - Chapitre 64 : Au vu et au su - Chapitre 65 : Que plus jamais elle ne m'oublie - Chapitre 66 : Études de lit - Chapitre 67 : Le choix de la troisième                                               |                  |                   |                   |                   |
| 4 | 23 octobre 2013  | 978-4-08-879668-0 | 1er juillet 2015  | 978-2-302-04608-5 |
| Liste des chapitres : - Chapitre 68 : Une fille simple - Chapitre 69 : Travaux d'aiguille - Chapitre 70 : Durée limitée - Chapitre 71 : Les raisons du malaise - Chapitre 72 : Comme un vrai couple - Chapitre 73 : Un avis plein de méchanceté - Chapitre 74 : Je n'ai rien contre - Chapitre 75 : En remerciement de ce baiser - Chapitre 76 : Est-ce que tu voudrais bien me montrer ? - Chapitre 77 : Éteins la lumière - Chapitre 78 : Gêne et Tremblement - Chapitre 79 : Avant le dernier train - Chapitre 80 : Est-ce que c'est à cause de moi ? - Chapitre 81 : Copine en détresse - Chapitre 82 : Cuisine maison et petit service - Chapitre 83 : Prodigieux - Chapitre 84 : Les mains tremblantes - Chapitre 85 : La vallée profonde - Chapitre 86 : Les yeux pleins d'espoir - Chapitre 87 : Drôle de sensation - Chapitre 88 : Pour de vrai - Chapitre 89 : L'heure d'aller au lit                                  |                  |                   |                   |                   |
| 5 | 23 avril 2014    | 978-4-08-879783-0 | 21 octobre 2015   | 978-2-302-04704-4 |
| Liste des chapitres : - Chapitre 90 : - Chapitre 91 : - Chapitre 92 : - Chapitre 93 : - Chapitre 94 : - Chapitre 95 : - Chapitre 96 : - Chapitre 97 : - Chapitre 98 : - Chapitre 99 : - Chapitre 100 : - Chapitre 101 : - Chapitre 102 : - Chapitre 103 : - Chapitre 104 : - Chapitre 105 : - Chapitre 106 : - Chapitre 107 : - Chapitre 108 : - Chapitre 109 : - Chapitre 110 : - Chapitre 111 : - Chapitre 112 : |                  |                   |                   |                   |
| 6 | 22 octobre 2014  | 978-4-08-890028-5 | 27 avril 2016     | 978-2-302-04908-6 |
| 7 | 22 avril 2015    | 978-4-08-890142-8 | 28 septembre 2016 | 978-2-302-05414-1 |
| 8 | 24 octobre 2015  | 978-4-08-890257-9 | 22 février 2017   | 978-2-3020-5786-9 |
| 9 | 24 avril 2016    | 978-4-08-890391-0 | 24 mai 2017       | 978-2-3020-6230-6 |
| 10 | 23 novembre 2016 | 978-4-08-890519-8 | 24 janvier 2018   | 978-2-3020-6581-9 |
| 11 | 19 mai 2017      | 978-4-08-890644-7 | 4 juillet 2018    | 978-2-3020-7000-4 |
| 12 | 17 novembre 2017 | 978-4-08-890784-0 | 23 janvier 2019   | 978-2-3020-7398-2 |
| 13 | 18 mai 2018      | 978-4-08-891012-3 | 26 février 2020   | 978-2-3020-8183-3 |
| 14 | 19 novembre 2018 | 978-4-08-891122-9 | 27 janvier 2021   | 978-2-3020-9176-4 |
| 15 | 17 mai 2019      | 978-4-08-891314-8 | 9 juin 2021       | 978-2-3020-9177-1 |
| 16 | 19 novembre 2019 | 978-4-08-891399-5 | 29 décembre 2021  | 978-2-3020-9379-9 |